# Sülzetal
Sülzetal ist eine Einheitsgemeinde im Landkreis Börde in Sachsen-Anhalt.

## Geografie
Die Gemeinde Sülzetal liegt inmitten der fruchtbaren Magdeburger Börde und schließt direkt an das Gebiet der Landeshauptstadt Magdeburg an. Die überwiegend flachwellige, waldlose Landschaft erreicht Höhen von knapp über 100 m ü. NN (Heßberg 103 m). Im Ortsteil Sülldorf vereinigen sich die Quellbäche des kleinen Flüsschens Sülze, die wenige Kilometer entfernt in die Elbe fließt.

### Nachbargemeinden
An Sülzetal grenzen folgende Kommunen (im Uhrzeigersinn, von Norden beginnend): Magdeburg, Welsleben, Biere, Borne, Unseburg, Wolmirsleben, Egeln, Etgersleben, Bottmersdorf und Wanzleben-Börde.

### Gemeindegliederung
| Als Ortsteile der Gemeinde sind ausgewiesen: - Altenweddingen - Bahrendorf - Dodendorf - Langenweddingen - Osterweddingen - Schwaneberg - Stemmern - Sülldorf | Als Wohnplätze der Gemeinde sind ausgewiesen: - Körling - Steinbruch |

## Geschichte
Die noch junge Gemeinde wurde am 1. April 2001 aus den bis dahin selbständigen Gemeinden Altenweddingen, Bahrendorf, Dodendorf, Langenweddingen, Osterweddingen, Schwaneberg und Sülldorf gebildet. Diese Gemeinden waren zuvor Mitglieder in der gleichnamigen Verwaltungsgemeinschaft Sülzetal. Die achte Mitgliedsgemeinde, Beyendorf, ging diesen Schritt Richtung Einheitsgemeinde nicht mit, sondern wurde per Bürgerentscheid in die Landeshauptstadt Magdeburg eingegliedert.
Die heutigen Ortsteile Sülldorf und Osterweddingen wurden bereits 937 erstmals urkundlich genannt. In Altenweddingen wurde 1768 die erste Braunkohle in Preußen gefördert.

## Bevölkerung
| Jahr | Einwohner |
| ---- | --------- |
| 2010 | 9.313     |
| 2015 | 9.070     |
| 2020 | 8.894     |

| Jahr | Einwohner |
| ---- | --------- |
| 2021 | 8.856     |
| 2022 | 8.682     |
| 2023 | 8.658     |
| 2024 | 8.577     |

Stand: 31. Dezember des jeweiligen Jahres (Angaben des Statistischen Landesamtes Sachsen-Anhalt), ab 2011 auf Basis des Zensus 2011, ab 2022 auf Basis des Zensus 2022

## Politik

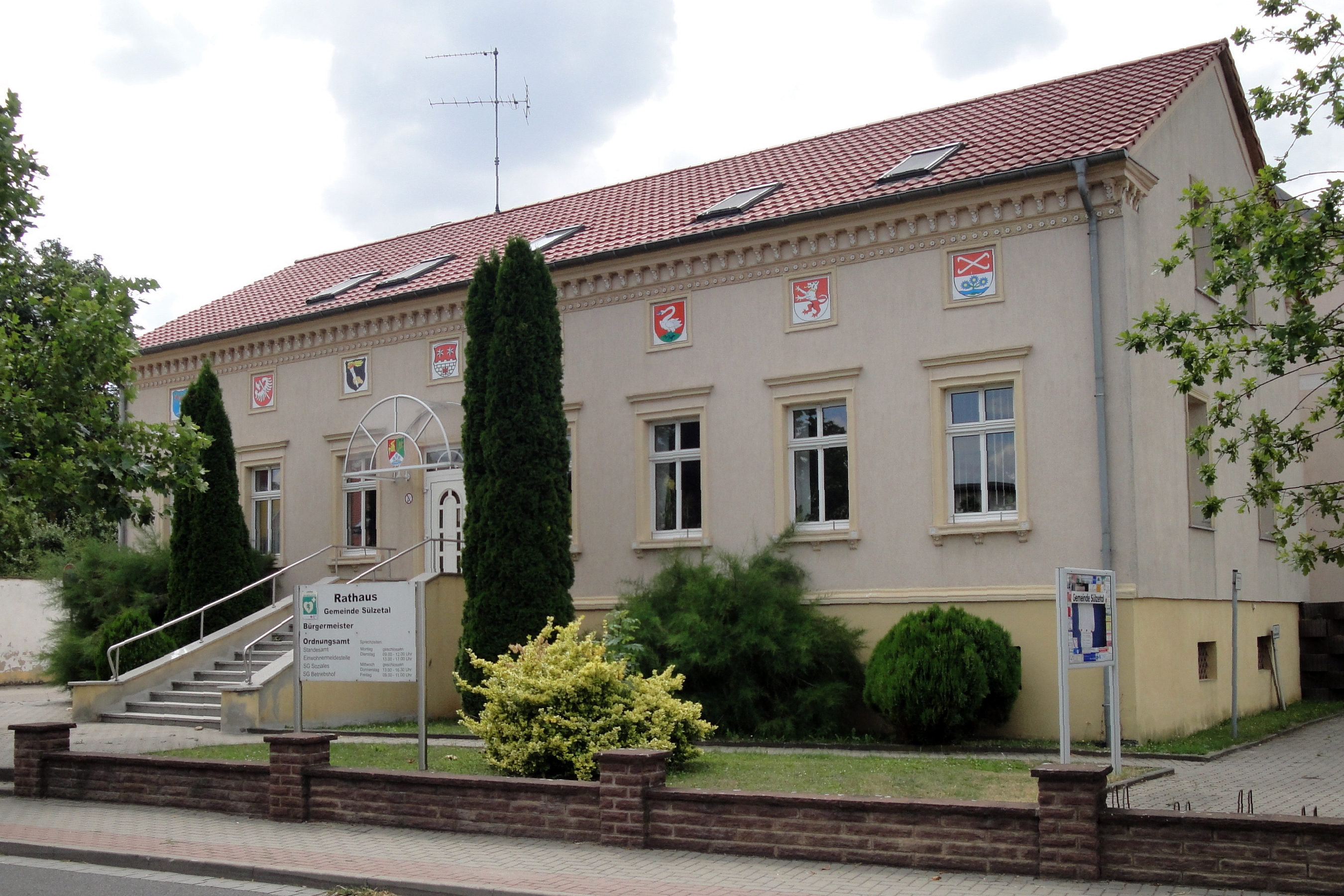
Rathaus der Gemeinde Sülzetal im Ortsteil Osterweddingen

### Gemeinderat
Der Rat besteht aus 20 Ratsmitgliedern und dem Bürgermeister. Bei der Kommunalwahl am 26. Mai 2019 ergab sich folgende Sitzverteilung im Gemeinderat:
| Liste: | CDU     | SPD     | Linke   | FDP    | AfD     | KHV/OSV* | WVU**  | EB     | Gesamt   |
| ------ | ------- | ------- | ------- | ------ | ------- | -------- | ------ | ------ | -------- |
| 2014:  | 8 Sitze | 6 Sitze | 3 Sitze | 1 Sitz | –       | 2 Sitze  | –      | –      | 20 Sitze |
|        |         |         |         |        |         |          |        |        |          |
| 2019:  | 6 Sitze | 4 Sitze | 2 Sitze | 1 Sitz | 4 Sitze | 1 Sitz   | 1 Sitz | 1 Sitz | 20 Sitze |

* Kultur und Sport Osterweddingen     ** Wählervereinigung unabhängige Bürger Dodendorf

### Bürgermeister
Im Mai 2001 wurde Erich Wasserthal (SPD) zum Bürgermeister gewählt. Er wurde 2008 wiedergewählt, Jörg Methner unterlag. Im Oktober 2013 wurde Jörg Methner (SPD) zum neuen Bürgermeister gewählt. Dieser trat im Januar 2024 aus der SPD aus.

### Wappen
Das Wappen wurde am 18. Oktober 2005 durch den Landkreis genehmigt. Es wurde von dem Magdeburger Grafiker Rudolf Pötzsch gestaltet.
Blasonierung: „Göpelschnitt in Rot, Grün und Silber, rechts ein Zahnrad halb überdeckt von schrägrechts gestelltem gespitztem, geflügeltem Merkurstab, alles in Gold; links schräglinks gestellt drei Ähren in Gold; unten über Wellenbalken in Blau senkrechtstehende dreiblütige Salzaster mit zwei Stängelblättern in Grün, golden besamt, Blütenblätter in Blau.“

## Sehenswürdigkeiten
Die in der Gemeinde befindlichen Kulturdenkmale sind in der Liste der Kulturdenkmale in Sülzetal eingetragen, die Bodendenkmale in der Liste der Bodendenkmale in Sülzetal.

## Wirtschaft und Infrastruktur

### Unternehmen
Ein großes Gewerbegebiet befindet sich nördlich des Ortsteils Osterweddingen zwischen der Autobahn A14 und der Bahnstrecke Magdeburg-Thale. Dort sind unter anderem das Briefzentrum 39 der Deutschen Post AG und das Paketzentrum 39 der DHL angesiedelt.
Im August 2023 nahm das kanadische Unternehmen Li-Cycle in Sülzetal eine der größten Anlagen Europas für das Recycling von Lithium-Ionen-Akkus in Betrieb.

### Verkehr
Am Nordostrand des Gemeindegebietes verläuft die Bundesautobahn 14 (Magdeburg–Leipzig–Dresden) mit den Anschlussstellen Magdeburg-Sudenburg und Reform. Die Bundesstraßen 81 (vierspurig) und 246a führen ebenfalls durch die Gemeinde. Die Orte der Gemeinde Sülzetal werden durch Buslinien der Personennahverkehr Salzland, der BördeBus Verkehrsgesellschaft und der Schönebecker Buslinien GmbH erschlossen.
Der Bahnhof Dodendorf sowie die Haltepunkte in Osterweddingen und Langenweddingen liegen an der Bahnstrecke Magdeburg–Thale. Während die Regionalbahnen alle drei Stationen bedienen, halten die Regionalexpress-Züge nur in Osterweddingen. Dort befindet sich eine „Bahn-Bus-Schnittstelle“, an der Anschluss zu Bussen ins Gewerbegebiet sowie in die Orte Altenweddingen, Bahrendorf und Schwaneberg besteht. Diese Orte waren früher durch die Bahnstrecke Schönebeck–Blumenberg erschlossen, die am 31. Dezember 1999 stillgelegt wurde.

## Persönlichkeiten
siehe Abschnitt Persönlichkeiten in den Artikeln der Ortsteile